# خوشنویسی کره‌ای
خوشنویسی کره‌ای (به هانگول: 서예) (به هانجا: 書藝) (با تلفظ Seoye) به هنر نوشتاری زبان کره‌ای با خط هانگول یا هانجا گفته می‌شود.

## تاریخچه
حروف چینی در اوایل قرن‌های دوم و سوم میلادی به همراه گسترش بوداگرایی به کشور کره وارد شد. تحسین فرهنگ دودمان تانگ در دوره سیلای متحد و نیز در قرن هشتم میلادی ادامه یافت؛ در این قرن بود که کیم سانگ استاد خوشنویسی اهل کره مشهور شد و خطاطی‌های او را با کارهای وانگ ژی‌چی چینی مقایسه می‌کردند. چوئه چیون شاعر نیز به خاطر خوشنویسی‌هایش مشهور بوده و یکی از آثار او به صورت سنگ‌نوشته در هائوندائه در بوسان هنوز هم وجود دارد.
سبک گوشه‌دار استادان اولیه تانگ، یو شینان، اویانگ ژون و چو سویلیانگ تا سده چهاردهم بکار می‌رفت تا اینکه در این سده، سبک‌های منحنی‌دار ژائو منگفو رواج یافت. در این سال‌ها بود که خوشنویسی کره‌ای به سمت رسمی شدن پیش رفت. کیم جونگ هی خوشنویسی کره‌ای را در اوایل سده نوزدهم با پدید آوردن سبک جوسا (از روی سبک چینی لیشو) دگرگون کرد.
از آنجاییکه در سال‌های ۱۹۱۰ تا ۱۹۴۵ در مدارس حروف چینی را بکار می‌بردند از خوشنویسی با حروف هانجا استفاده می‌شد. پس از آن با افزایش ناسیونالیسم ملی، به‌کارگیری هانگول بیشتر شده و کارهای بیشتری با آن پدید آمد.

## نگارخانه

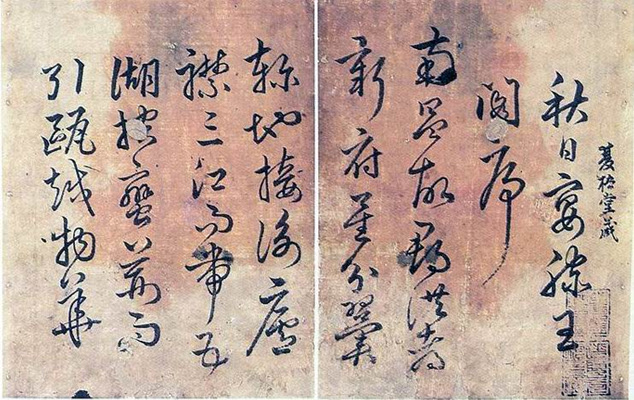
خوشنویسی کره‌ای با حروف هانجا از هان‌هو مربوط به ۱۵۴۳~۱۶۰۵ میلادی.
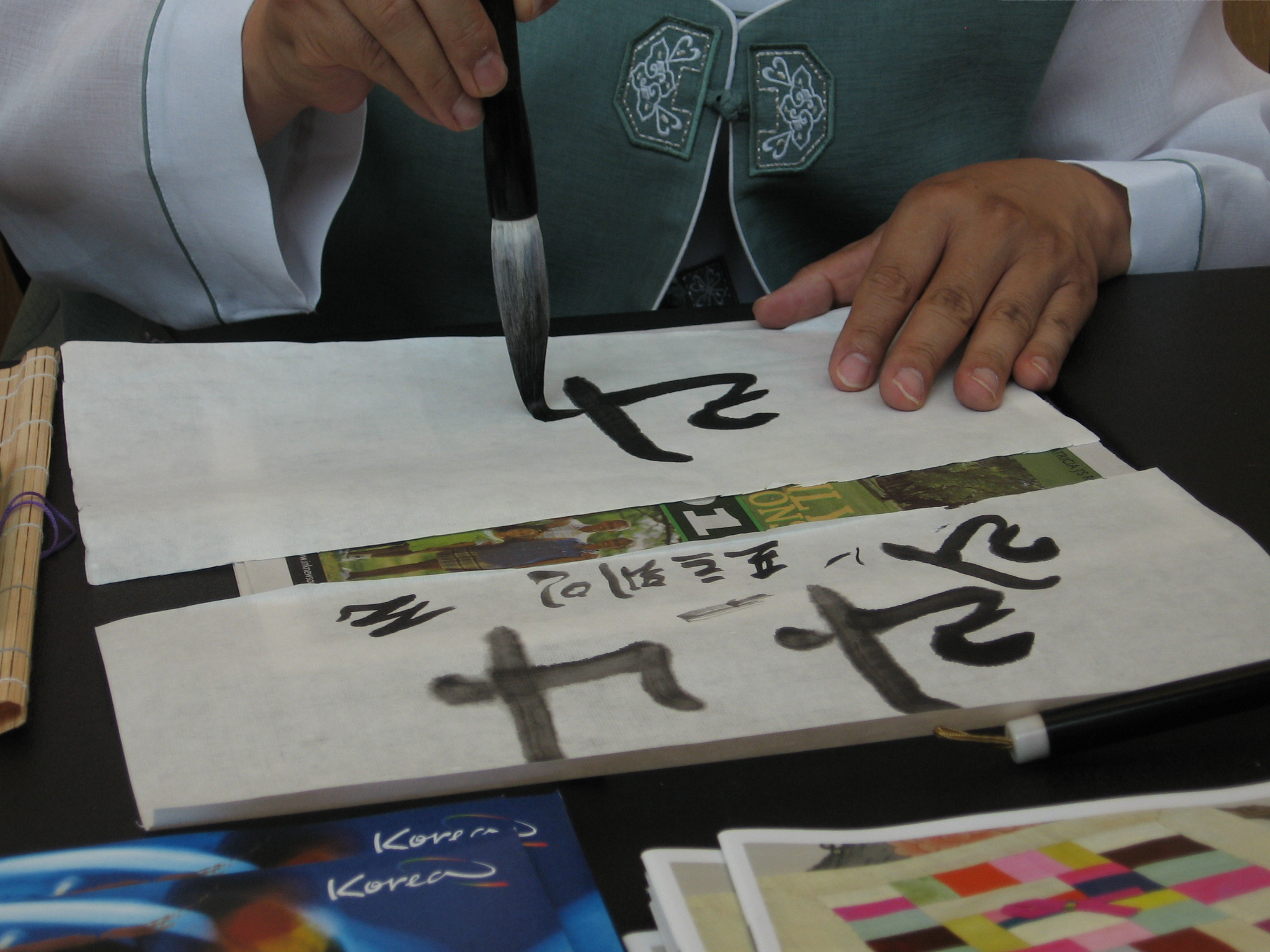
یک خوشنویس کره‌ای در حال نوشتن نام افراد با حروف کره‌ای (هانگول).
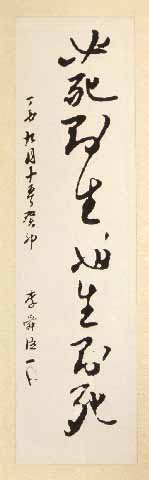
خوشنویسی کره‌ای با حروف هانگول.